# Цурило, Юрий Алексеевич
Ю́рий Алексе́евич Цури́ло (род. 10 декабря 1946, Вязники, Владимирская область) — советский и российский актёр театра и кино.

## Биография
Юрий Цурило родился 10 декабря 1946 года в Вязниках Владимирской области. Отец по метрикам был румыном, а на самом деле — цыганом. Во время Второй мировой войны он вместе со своим табором бежал от немцев, истребляющих цыган, из Румынии в РСФСР, где женился на русской девушке (будущей матери Юрия). Родители вместе прожили недолго. Когда отца посадили в тюрьму, мать уехала, оставив совсем маленького сына на воспитание своей матери. Бабушка с внуком жили на её пенсию очень бедно, поэтому в возрасте четырнадцати лет ему пришлось перейти в вечернюю среднюю общеобразовательную школу и устроиться на работу. Сначала он трудился арматурщиком на стройке, потом — молотобойцем в кузнице. Троюродным братом Цурило является актёр Василий Васильев (род. 1 января 1950), которого в 1966 году Цурило привёл на кинопробы на роль Яшки-цыгана в приключенческом фильме «Неуловимые мстители».
В 1973 году Юрий Цурило окончил Ярославское театральное училище по специальности «Артист драматического театра» (курс Фирса Ефимовича Шишигина, директора и главного режиссёра Ярославского драматического театра имени Ф. Г. Волкова).
Работал в Новгородском областном драматическом театре, театрах городов Горького, Новосибирска, Норильска.
С 1993 года более десяти лет работал в Александринском театре в Санкт-Петербурге.
Широкая известность пришла к Юрию Цурило в 1998 году, после выхода на экраны страны снимавшегося целых семь лет исторического художественного фильма «Хрусталёв, машину!» режиссёра Алексея Германа, в котором актёр сыграл главную роль — генерал-майора медицинской службы Юрия Георгиевича Клёнского. Цурило начал сниматься в этой картине в возрасте сорока четырёх лет, а закончил — в пятьдесят два года. Кроме того, согласно условиям контракта, он не имел права в течение всего съёмочного периода сниматься в других кинофильмах.

### Семья
Супруга — Надежда, родом из Иваново. Цурило встретился с ней в 1965 году, когда ему было восемнадцать лет. В течение всех этих лет семье пришлось жить и работать в разных российских городах (Горький, Новосибирск, Норильск, Новгород). В настоящее время[какое?] супруги живут в Санкт-Петербурге.
Старший сын — Алексей, бывший военный (1969—2022).
Младший сын — Всеволод Цурило (род. 24 февраля 1977, Новгород), актёр.

## Творчество

### Фильмография
- 1966 — Королевская регата — Марко, гребец команды МАИ, цыган, артист театра «Ромэн»
- 1984 — Блистающий мир — хозяин гостиницы
- 1985 — Картина — эпизод
- 1992 — Гонгофер — телохранитель Ганны
- 1992 — Гроза над Русью — Терёшка, палач
- 1992 — Ермак — турецкий посол
- 1993 — Баллада для Байрона
- 1993 — Супермен поневоле, или Эротический мутант — бандит
- 1993 — Чёрная акула — Карахан, наркоделец
- 1998 — Хрусталёв, машину! — Юрий Георгиевич Клёнский, генерал-майор медицинской службы
- 2000 — В августе 44-го… — заместитель наркома внутренних дел
- 2002 — Копейка — Виктор
- 2002 — Нож в облаках — Аурэло Чорба
- 2003 — Бандитский Петербург. Фильм 4. Арестант (серии № 3-7) — Роман Константинович Семёнов, бывший офицер спецслужб секретного отдела ЦК КПСС, директор агентства «Консультант»
- 2003 — Бандитский Петербург. Фильм 5. Опер (серия № 5) — Роман Константинович Семёнов, бывший офицер спецслужб секретного отдела ЦК КПСС, директор агентства «Консультант»
- 2003 — Бандитский Петербург. Фильм 6. Журналист (серии № 1-3) — Роман Константинович Семёнов, бывший офицер спецслужб секретного отдела ЦК КПСС, директор агентства «Консультант»
- 2003 — Моя граница
- 2003 — Стилет — Евгений Петрович Родионов
- 2003 — Убойная сила 5 (серия № 6 «Чёртово колесо») — Ермолаев
- 2004 — Грехи отцов — Алексей Павлович Ковалёв
- 2004 — Диверсант — начальник санитарного поезда
- 2004 — Красная площадь — Жаров, генерал, начальник охраны Л. И. Брежнева
- 2004 — Личный номер — Карпов, генерал ФСБ
- 2004 — Строптивая мишень — крёстный
- 2004 — Честь имею — Примаков, полковник
- 2004 — Чудная долина — министр
- 2005 — Казус Кукоцкого — Павел Алексеевич Кукоцкий, врач-гинеколог
- 2005 — Гибель империи — Юрий Михайлович Стеклов
- 2005 — Херувим — Владимир Марленович Герасимов, генерал, отец Стаса
- 2005 — Чёрный принц — Пётр I
- 2006 — Андерсен. Жизнь без любви — Бертель Торвальдсен, датский художник, скульптор
- 2006 — Грозовые ворота — Михаил, отчим рядового Константина Ветрова
- 2006 — Питер FM — генерал-майор
- 2006 — Седьмое небо — Тимофей Кольцов
- 2006 — Театр обречённых — Пётр Петрович Грановский, старший брат главного режиссёра
- 2007 — Луна в зените — Владимир Гаршин
- 2007 — Ночные сёстры — Пётр Петрович, шеф
- 2007 — На крыше мира — Рыков, депутат
- 2007 — Нулевой километр — В. С. Бондарев
- 2007 — Руд и Сэм — босс
- 2007 — Саквояж со светлым будущим — Тимофей Кольцов
- 2007 — Телохранитель — Константин Фёдорович Шахнов
- 2008 — Тяжёлый песок — Авраам Рахленко, сапожник, староста в синагоге, отец Рахиль
- 2008 — Спасите наши души — Гульд, начальник лагеря на фосфоритах
- 2008 — Оружие — Валентин Лобутинский, конструктор
- 2008 — Тариф «Новогодний» — высокий мужчина в автобусе
- 2008 — Обитаемый остров — «Генерал»
- 2008 — Петля Нестерова — Владимир Петрович Нестеров, директор завода
- 2008 — Парижане — Виктор Степанович
- 2009 — Телохранитель 2 — Константин Фёдорович Ребров, начальник ЧОПа «Группа Р»
- 2009 — Журов (фильм № 7 «Смертельный номер», серии 13-14) — Бенедиктов, артист цирка, ведущий мастер манежа, руководитель иллюзионного аттракциона
- 2010 — ПираМММида — генерал
- 2010 — Поп — Сергий (Воскресенский), митрополит
- 2010 — Овсянки — Мирон Алексеевич Козлов, директор целлюлозно-бумажного комбината
- 2010 — Телохранитель 3 — Константин Фёдорович Ребров, начальник ЧОПа «Группа Р»
- 2010 — Золотой капкан — Станислав Палыч Буров
- 2011 — Псевдоним «Албанец» 4 — Булдаков, бизнесмен
- 2011 — Вкус граната — Надир, арабский шейх[8]
- 2011 — Выйти замуж за генерала — Фёдор Петрович Серов, генерал-лейтенант ВС СССР, начальник гарнизона, муж Ларисы Борисовны
- 2012 — Жуков — Павел Семёнович Рыбалко, маршал бронетанковых войск
- 2012 — Катина любовь — Тимофей Фадеев
- 2012 — МУР. Третий фронт — Николай Герасимович Степанов, начальник МУРа
- 2012 — ЧС — чрезвычайная ситуация (серия № 7) — Стасик
- 2012 — Синдром дракона — Михаил Иванович, генерал ФСБ
- 2012 — Зоннентау — Кюнст, штурмбаннфюрер СС / Гарсия
- 2013 — Хайтарма — Васильев, генерал Особого отдела
- 2013 — Трудно быть богом — барон Пампа дон Бау но-Суруга-но-Гатта-но-Арканара
- 2014 — Дурак — Богачёв, заместитель мэра
- 2014 — Вий — пан сотник
- 2014 — Дубровский — Кирилл Петрович Троекуров
- 2014 — Аромат шиповника — Фёдор Иванович Задорожный, директор ткацкой фабрики
- 2014 — Уйти, чтобы вернуться — Владислав Георгиевич Володин, олигарх
- 2014 — Человек из прошлого — Арсений Петрович, криминальный «авторитет» по прозвищу «Глобус»
- 2014 — Залётчики — Кочерыга, генерал, начальник лётного училища
- 2014 — Седьмая руна — Валентин Валерьевич Кротов, губернатор
- 2014 — Поиск — полковник
- 2015 — Последний рубеж — Иван Васильевич Панфилов, генерал
- 2015 — Джуна — Аслан
- 2015 — Солнце в подарок — Глеб Николаевич Вяземский, сводный брат Камышовой
- 2015 — Главный — Георгий Максимович Шубников, начальник строительства космодрома «Байконур»
- 2015 — Миндальный привкус любви — Леонид Иванович Антонов, банкир, отец Вероники
- 2015 — Чёрная река — Буянов
- 2016 — Любить нельзя ненавидеть — Иван Алексеевич Горностай, совладелец гостиницы, отставной военный
- 2016 — Чёрная кошка — Сергей Никифорович Круглов, министр внутренних дел СССР генерал-майор МВД СССР
- 2016 — Челночницы — Иван Сергеевич Лосев, депутат
- 2016 — Учитель в законе. Схватка — Пётр Семёнович Трубников, генерал-майор МВД
- 2016 — Научи меня жить — Константин Владимирович Гавришин
- 2016 — Ёлки 5 — начальник платформы
- 2017 — Последний богатырь — Илья Муромец
- 2017 — Скиф — Олег Святославич, князь Тьмутараканский
- 2018 — Кровавая барыня — Николай Автономович Иванов, столбовой дворянин, отец Дарьи Салтыковой
- 2018 — Тот, кто читает мысли (Менталист) (серия № 9 «Похищение шедевра мирового искусства») — Нейтан Шустер, влиятельный бизнесмен
- 2018 — Пришелец — Алексей Алексеевич, министр
- 2019 — Куратор — Александр Данилин, сотрудник спецслужб, «куратор»
- 2019 — Клятва — комиссар Григорьев
- 2020 — Чёрное море — вице-адмирал Филипп Сергеевич Октябрьский, командующий ЧФ
- 2020—2022 — Последний министр — Александр Бальтазарович Раневский, губернатор Саратовской области
- 2020 — Последний богатырь: Корень зла — Илья Муромец
- 2021 — Девятаев — генерал
- 2021 — Вне себя — Марат Раисович, криминальный авторитет
- 2021 — Последний богатырь: Посланник тьмы — Илья Муромец
- 2024 — Почему ты? — дядя Коля

## Признание
- Медаль «За укрепление боевого содружества» Министерства обороны Российской Федерации[3].
- Лауреат профессиональной премии «Петербургской федерации кинопрессы» (ПФК) «Золотая медаль» за высшие достижения в области кино в 2010 году в номинации «Лучший исполнитель» — за роль директора целлюлозно-бумажного комбината Мирона Алексеевича Козлова в драматическом художественном фильме «Овсянки» (2010) режиссёра Алексея Федорченко[3][9][10].